# Docklands Stadium
O Docklands Stadium é um estádio localizado em Melbourne, Austrália, possui capacidade para mais de 53.359 pessoas, é o maior estádio com teto retrátil do mundo e o segundo maior da cidade de Melbourne. É utilizado principalmente por diversos times de Futebol Australiano. Apesar disso já recebeu partidas de cricket, futebol e rugby.

## História

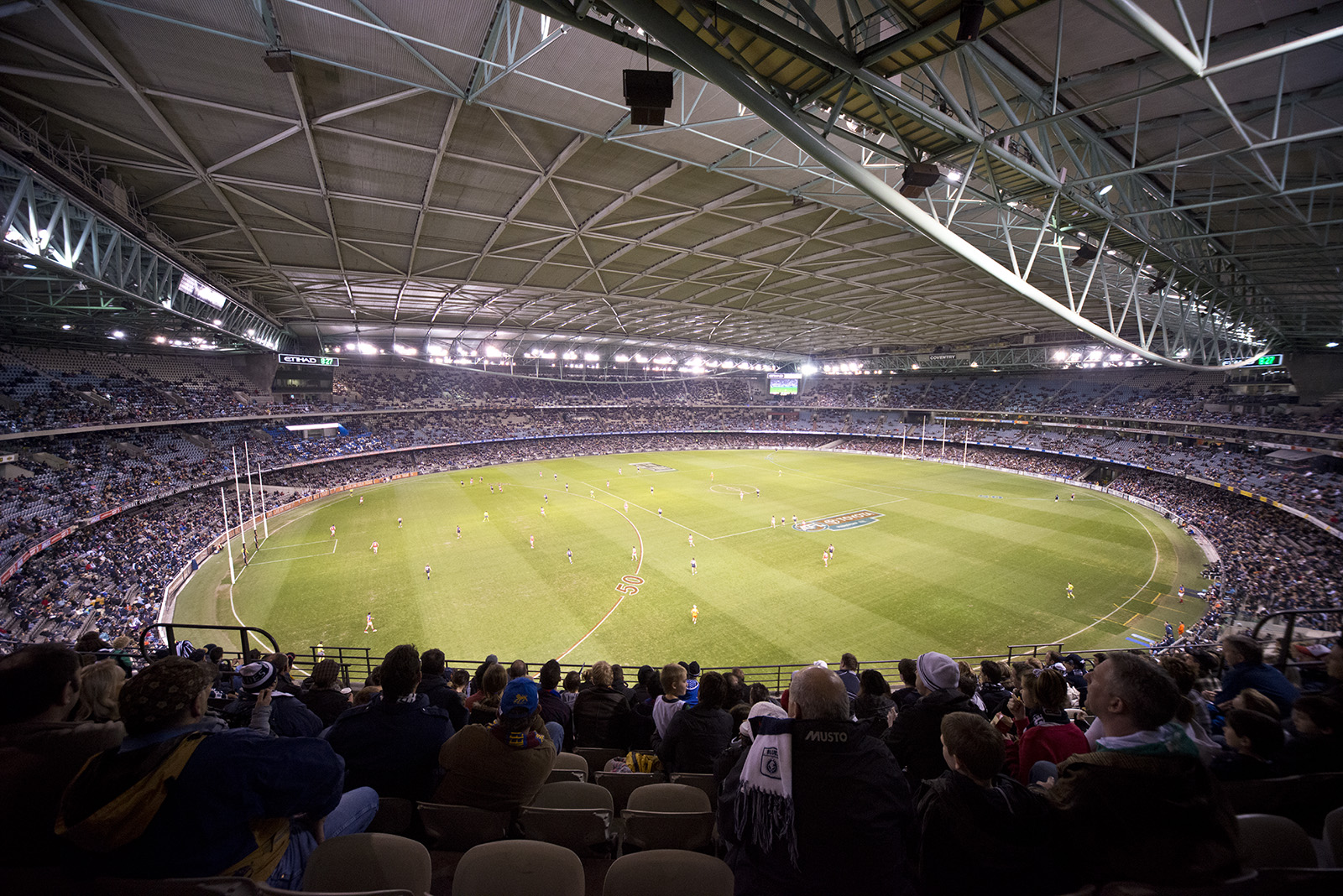
Interior do estádio com o teto fechado.

Inaugurado em 9 de março de 2000 como Colonial Stadium, com capacidade para 56.347 espectadores, em substituição ao Waverley Park, mudou o nome para Telstra Dome em 1 de outubro de 2002 num contrato de naming rights com a empresa de telecomunicações Telstra. O mesmo ocorreu em 1 de março de 2009, quando passou a se chamar Etihad Stadium, após o contrato ser transferido à companhia aérea Etihad Airways. Apesar disso, muitos torcedores chamam o estádio simplesmente de The Dome.
Já recebeu concertos de Red Hot Chili Peppers, Green Day, Robbie Williams, Ricky Martin, Kiss e Adele.

## Links
- Site Oficial
- Foto por Satélite - Google Maps